# Le Bled
Pour les articles homonymes, voir Le Bled (magazine) et Bled.
Pour plus de détails, voir Fiche technique et Distribution.
Le Bled est un film muet français réalisé par Jean Renoir en 1929.

## Résumé
Sur le paquebot qui l'amène à Alger, Pierre Hoffer rencontre Claudie Duvernet. Tandis que le jeune homme, à court de ressources, est reçu par son oncle Christian, riche colon, Claudie assiste à l'ouverture d'un testament qui l'institue légataire universel au grand dam de ses cousins Manuel et Diane. Pierre éprouve des difficultés dans son travail, mais il comprend la grandeur de sa tâche lorsque Christian Hoffer lui retrace l'épopée de la colonisation. Il retrouve Claudie, lui avoue son amour, constate qu'il est partagé. Cependant les cousins ont juré la perte de la jeune fille et tentent de l'enlever pour la faire périr. Ils échouent grâce à Pierre et l'oncle Hoffer donne aux fiancés la permission d'être heureux.

## Culture coloniale
Le Bled est commandité par le Gouvernement général d'Alger dans le cadre des commémorations  du Centenaire de l'Algérie française (1830-1930). Le film est jugé comme « une œuvre d'utile propagande coloniale » (Afrique Française, mai 1929). Dans une interview au Point en décembre 1938 où il évoque ses souvenirs, Jean Renoir ne mentionne d'ailleurs pas le film.

## Fiche technique
- Titre : Le Bled (titres primitifs : La prise d'Alger, L'agha du ciel)
- Réalisation : Jean Renoir, assisté d'André Cerf et René Arcy-Hennery
- Scénario : Henry Dupuy-Mazuel et André Jager-Schmidt
- Décors : William Aguet
- Photographie : Marcel Lucien et Léon Morizet, assistés de Brissy et André Bac
- Montage : Marguerite Renoir
- Directeur technique : Joseph-Louis Mundwiller
- Intertitres : André Rigaud
- Tournage de février à mars 1929, dans les studios de Joinville et les extérieurs à Alger, Sidi Ferruch, Biskra, Boufarik, Staoueli
- Production : Les Films historiques (Henry Dupuy-Mazuel), avec le concours du gouvernement français
- Directeur de production : Harispuru
- Distribution : Mappemonde Films
- Format : Noir et blanc - Muet  - 1,33:1 - 35 mm - 2850 mètres
- Durée :  104 minutes
- Première présentation le 11 mai 1929 au cinéma Marivaux (Paris)

## Distribution
- Jackie Monnier : Claudie Duvernet
- Enrique Riveros : Pierre Hoffer
- Alexandre Arquillière : Christian Hoffer, l'oncle de Pierre
- Manuel Raaby : Manuel Duvernet, un cousin de Claudy
- Diana Hart : Diane Duvernet, une cousine de Claudy
- Renée Rozier : Marie-Jeanne
- Aïssa Berardi : Zoubir, l'ami de Pierre
- Hadj Ben Yasmina : le chauffeur
- Jacques Becker : un ouvrier agricole
- Georges André-Martin : Ahmed, le fauconnier
- Jane Pierson